# Reino de Rhovanion
En el universo imaginario de J. R. R. Tolkien y en la obra Cuentos inconclusos de Númenor y la Tierra Media, se llamó reino de Rhovanion a la confederación de pueblos de Hombres Libres del Norte que vivían entre el río Celduin y el Bosque Negro y en las tierras del sur del Bosque Negro.

## Organización política
Poco se sabe de su organización política, aparte del hecho de que era una Confederación de Pueblos Libres, conducido por un rey, que residía en las poblaciones que se encontraban en la Entrante Oriental del Bosque Negro. Al no poseer ciudades importantes, pues su vida era eminentemente rural, se desconoce el nombre de su ciudad Capital.

## Historia
Insatalados en la región desde principios de la Tercera Edad del Sol, solo se lo conoció como reino por la Lucha entre Parientes entre los años 1432 y 1448 T. E.; aunque desde siempre habían estado relacionados con el reino de Gondor. El Reino de Rhovanion fue un permanente aliado del reino Dúnadan del sur, y contribuía a controlar las fronteras septentrionales y orientales de Gondor. Ya desde la época de Rómendacil I, estos Hombres de Rhovanion participaron en las luchas contra los Hombres del Este.
Fue durante la Regencia de Minalcar cuando los Hombres de Rhovanion participaron en otra batalla contra los Orientales (1248 T. E.); por lo que el futuro rey llevó a muchos a la corte de Gondor y "concedió a algunos un alto rango en sus ejércitos..." ESDLA. (Apéndice A). Además envió su hijo Valacar como embajador al reino de Vidugavia, que se casó con la hija de este Vidumavi.
Eldacar el hijo de Valacar y Vidumavi, fue rey de Gondor y en su época se produjo la Lucha entre Parientes, en la que los Hombres del Reino de Rhovanion tuvieron participación al ayudar a Eldacar a recuperar el trono de manos del Usurpador Castamir.
La decadencia del Reino de Rhovanion comenzó con la Gran Peste del año 1636 T. E., que causó la pérdida de más de la mitad de la población de Rhovanion. Esto se debió a que las condiciones de vida y la higiene de las poblaciones era defectuosa. Los Hombres debieron convivir con sus caballos en sus casas puesto que hubo un invierno muy crudo y esto contribuyó a propagar la peste. Además "(...)eran poco hábiles en las artes de la curación y la medicina..." (CI. de Cirion y Eorl). La recuperación fue lenta, aunque el Reino de Rhovanion, quedó acotado a las poblaciones instaladas en el Sur del Bosque Negro.
El final del reino de Rhovanion vino durante las Invasiones de los Aurigas, quienes sometieron a la esclavitud a los hombres que sobrevivieron entre el río Rápido y el Bosque Negro. Aun así los Hombres del Norte prestaron, en esos años, grandes servicios a Gondor, participando decididamente en dos grandes Batallas, La Batalla de los Llanos y la Batalla de Dagorlad.
Luego de esta última batalla, su último rey, Marhwini, tras fracasar en un intento de rebelión contra los aurigas, llevó los restos de su pueblo a vivir a los Valles del Anduin, entre La Carroca y los Campos Gladios, disolviendo el reino de Rhovanion y constituyendo el reino de los Éothéods.

## Personajes importantes
Los siguientes son algunos de los personajes importantes pertenecientes al reino de Rhovanion.

### Vidugavia
Vidugavia es el primer rey conocido de Rhovanion. Se desconoce su año de nacimiento y el de su muerte, ni quien lo sucedió. 
Actuó en la época del rey Rómendacil II de Gondor, con el que estableció excelentes relaciones. Lo acompañó en batalla y su hija, Vidumavi, se casó con el hijo del rey. 
Su nombre proviene del gótico widugauja, que puede traducirse como Habitante del bosque.

### Vidumavi
Vidumavi es la hija de Vidugavia. En el año (circa) 1255 T. E. se casó con Valacar, el hijo de Rómendacil II, que luego sería Rey de Gondor. 
Tuvieron un hijo llamado Eldacar, que fue el primer rey de Gondor con sangre mezclada. Se presume que murió en 1344 T. E.
Su nombre proviene del gótico widumawi, que puede traducirse como Doncella del bosque.

### Marhari
Marhari es el penúltimo rey de Rhovanion. Vivió en la época de los reyes de Gondor Telumehtar y Narmacil II y fue padre de Marhwini.
Dada la larga amistad con Gondor, Marhari dio aviso a Narmacil del inminente ataque de los Aurigas a las fronteras septentrionales de Gondor, y atacó la retaguardia de estos cuando se produjo la Batalla de los Llanos. Su acción evitó que la derrota fuese más dura para Gondor. Murió en el año 1856 T. E. luchando junto al rey de los Dúnedain del Sur.
Su nombre proviene del gótico marh, que significa "caballo", y ari, que significa "señor".

### Marhwini
Marhwini fue el último rey de Rhovanion. Reinó entre los años 1856 y 1899 de la T. E. Luego de la Batalla de los Llanos, llevó a los restos de su pueblo a los Valles del Anduin, entre La Carroca y los Campos Gladios.